# Honda RC149
La Honda RC 149 est une moto de Grand Prix ayant couru en 1966 dans la catégorie 125 cm3. Une des caractéristiques les plus remarquables de son moteur est son régime maximal fixé à 23 000 tr/min.